# ۵۲۶ (قمری)
۵۲۶ (قمری)، پانصد و بیست و ششمین سال در گاهشماری هجری قمری است. اول محرم این سال برابر با سی‌ام نوامبر سال ۱۱۳۱ میلادی است.

## وابسته
- خجندیان